# 다미에타

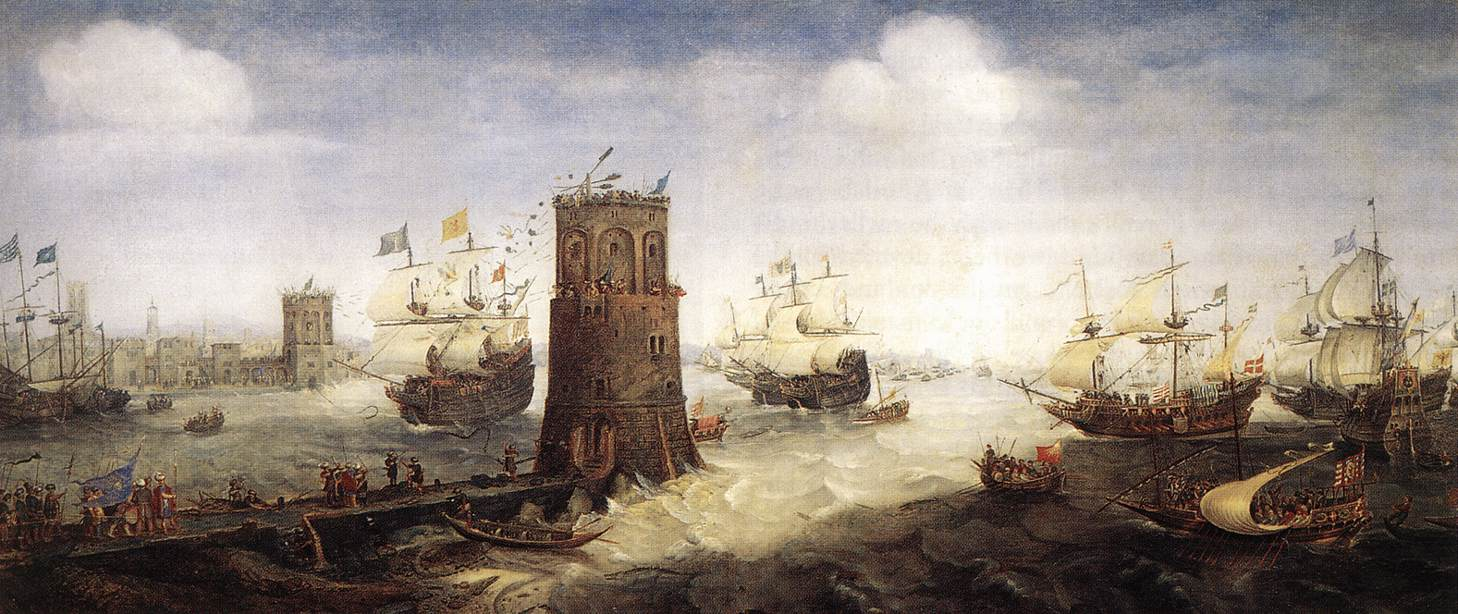
루이 9세가 십자군을 이끌고 다미에타를 공격하는 그림.

다미에타(영어: Damietta, 아랍어: دمياط)는 이집트 나일 삼각주 지역의 항구도시로 다미에타 주의 주도이다. 나일강과 지중해가 이어지는 곳에 위치한 요충지로 카이로에서 북쪽으로 약 200km 떨어진 곳에 위치한다.

## 역사
고대 이집트에서 이 도시는 타미아트라고 불렸는데 알렉산드리아가 건설된 이후에는 그 중요성이 떨어졌다. 그러나 12세기, 13세기에 이르러 십자군 시대에 다미에타는 중요한 지역으로 부상했는데 1169년 비잔티움 제국의 함대의 지원을 받은 예루살렘 왕국의 군대가 이곳을 침공했으나 살라흐 앗 딘에 의해 격퇴되었다.
제5차 십자군의 공격목표는 바로 성지의 배후인 이 다미에타였는데 이 곳을 점령하면 나일 강을 지배하고 결국 이집트 전체를 손에 넣을 수 있다는 계산이었다. 1219년 십자군은 이 도시를 포위하고 점령했는데 이때 아시시의 프란체스코가 이슬람 통치자와의 평화회담을 수행했다. 그러나 1221년 십자군은 카이로로 진격했으나 성공하지 못했다.
프랑스 국왕 성왕 루이가 이끄는 제7차 십자군 역시 이 도시를 목표로 삼았다. 1249년 그는 함대를 이끌고 재빨리 이곳을 점령했지만 결국 이집트 정복에 실패하고 죽었다.계속되는 십자군의 침공으로 맘루크 왕조의 술탄 바이바르스는 이곳을 완전히 파괴하고 수킬로미터 떨어진 곳에 다시 강력한 요새를 세웠다.

## 기후
| Damietta, Egypt의 기후   | Damietta, Egypt의 기후 | Damietta, Egypt의 기후 | Damietta, Egypt의 기후 | Damietta, Egypt의 기후 | Damietta, Egypt의 기후 | Damietta, Egypt의 기후 | Damietta, Egypt의 기후 | Damietta, Egypt의 기후 | Damietta, Egypt의 기후 | Damietta, Egypt의 기후 | Damietta, Egypt의 기후 | Damietta, Egypt의 기후 | Damietta, Egypt의 기후 |
| 월                       | 1월                    | 2월                    | 3월                    | 4월                    | 5월                    | 6월                    | 7월                    | 8월                    | 9월                    | 10월                   | 11월                   | 12월                   | 연간                   |
| ------------------------ | ---------------------- | ---------------------- | ---------------------- | ---------------------- | ---------------------- | ---------------------- | ---------------------- | ---------------------- | ---------------------- | ---------------------- | ---------------------- | ---------------------- | ---------------------- |
| 일평균 최고 기온 °C (°F) | 17.2 (63.0)            | 18.1 (64.6)            | 19.9 (67.8)            | 23.2 (73.8)            | 27.3 (81.1)            | 28.8 (83.8)            | 29.9 (85.8)            | 30.3 (86.5)            | 28.9 (84.0)            | 27.3 (81.1)            | 23.8 (74.8)            | 19.2 (66.6)            | 24.5 (76.1)            |
| 일일 평균 기온 °C (°F)   | 13.2 (55.8)            | 13.8 (56.8)            | 15.4 (59.7)            | 18.4 (65.1)            | 22.2 (72.0)            | 24.2 (75.6)            | 25.9 (78.6)            | 26.3 (79.3)            | 24.8 (76.6)            | 23.3 (73.9)            | 19.8 (67.6)            | 15.2 (59.4)            | 20.2 (68.4)            |
| 일평균 최저 기온 °C (°F) | 9.2 (48.6)             | 9.6 (49.3)             | 11.0 (51.8)            | 13.6 (56.5)            | 17.1 (62.8)            | 19.7 (67.5)            | 22.0 (71.6)            | 22.3 (72.1)            | 20.7 (69.3)            | 19.3 (66.7)            | 15.8 (60.4)            | 11.3 (52.3)            | 16.0 (60.7)            |
| 평균 강수량 mm (인치)    | 26 (1.0)               | 18 (0.7)               | 13 (0.5)               | 5 (0.2)                | 2 (0.1)                | 0 (0)                  | 0 (0)                  | 0 (0)                  | 0 (0)                  | 7 (0.3)                | 15 (0.6)               | 25 (1.0)               | 111 (4.4)              |
| 출처: climate-data.org   |                        |                        |                        |                        |                        |                        |                        |                        |                        |                        |                        |                        |                        |

## 오늘날의 다미에타
현재 운하가 이 도시와 나일강을 이어주고 있어서 다시 이 지역은 중요한 도시로 부상했다. 2006년 현재 인구는 약 1,093,580 명이다. 주요산업은 천연가스 공장을 비롯해 피혁제조업, 제분업, 어업이다. 이 도시는 철도로 카이로와 이어져 있으며 포트사이드와 수에즈 운하로 이어지는 고속도로가 있다.